# Grim kirke
Grim kirke ligger i Grim som är en stadsdel i  Kristiansand i Vest-Agder fylke i Norge.

## Kyrkobyggnaden
Kyrkan är uppförd i betong efter ritningar av Kristiansands stadsarkitekt Alv Erikstad.
Ingen kyrkogård finns vid kyrkan men Kristiansands kyrkogård ligger inte långt ifrån.

## Inventarier
- Altartavlan är tillverkad av Dagfinn Kjølstrup och har titeln "Han er oppstanden". Dagfinn Kjølstrup har även tillverkat altarkrucifixet.
- Dopfunten och predikstolen av betong är tillverkade av Dagfinn Kjølstrup.
- Orgeln är tillverkad 1964 av Norsk Orgel- og Harmoniumfabrikk.
- Kyrkklockorna är tillverkade av Olsen Nauen Klokkestøperi.